# Impaled Nazarene
Impaled Nazarene (укр. Посаджений на кіл назарянин)  — фінська блек-метал група з міста Оулу, утворена у 1990 році. Гурт відомий своєю скандальною лірикою, елементами якої є порнографія, екстремізм, расизм, богохульство, сатанізм, війна тощо, також відома частим вживанням ненормативної лексики. Не менш виразні концертні виступи Impaled Nazarene, на яких учасники групи часто повністю оголювали своє тіло.
Назва групи була вибрана Мікою Луттіненом після прочитання однієї розповіді біблійної тематики, у котрій Ісус перетворив Лазаря у вампіра. Луттінен уявив, що Ісус теж був вампіром, а це означає, що його треба було проштрикнути кілком.
Нарівні з комерційно успішними блек-метал групами Satyricon, Cradle of Filth і Dimmu Borgir, неодноразово критикувалася іншими блек-метал гуртами та шанувальниками жанру за полегшення звучання, комерційний успіх і відсутність корпспейнту.

## Історія

### 1990—1995
Група Impaled Nazarene сформувалася в листопаді 1990 року в складі: Міка Луттінен — вокал, Кіммо Луттінен — ударні, Міка Пяаккьо та Арі Холаппа — гітара, а також Антті Піхкала — бас. Першою композицією написаною складом була Condemned To Hell. Також у групи були в запасі ще дві пісні The Crucified і Morbid Fate, котрі залишилися після минулої групи братів Луттінен Mutilation. У лютому наступного року гурт уже записує свій перший музичний матеріал під назвою Shemhamforash, де басистом уже виступив новий учасник — Харрі Халонен. Згодом, весною та літом 1991 року Impaled Nazarene виступають на розігріві у Beherit в місті Кемпелі, а пізніше виступають разом із Sentenced. Також група брала участь у фестивалі Day of Darkness у рідному Оулу разом з Amorphis і Belial. Серпень цього ж року ознаменувався виходом другої демо-стрічки під назвою Taog Eht Fo Htao, запис якої проходив у відомій TicoTico Studios. Трохи пізніше у жовтні записує EP Goat Perversion для лейблу Nosferatu Records, котрий видав його у лютому 1992 року.
У 1992 році гурт покидають гітарист Арі Холаппа та басист Харрі Халонен. Весною, ті учасники, які залишилися, підписують договір із лейблом Osmose Productions і готуються до запису дебютного альбому. Для цих цілей влітку були запрошені сесійні басист Танелі Ярва (Sentenced) та гітарист Ярно Анттіла. З таким складом у жовтні 1992 року були записані дебютний альбом Tol Cormpt Norz Norz Norz  і сингл Sadogoat. Після виходу дебютного альбому він зразу потрапляє на 40-е місце фінського хіт-параду. У липні 1993 року група записує другий альбом Ugra-Karma, а також сингл Satanic Masowhore, котрі видаються у грудні. У 1994 році разом з Ancient Rites група їде у своє перше турне Європою, а у липні уже готовий новий альбом під назвою Suomi Finland Perkele, який спочатку мав назву Hail to Finland. Реліз викликав невеликий резонанс у зв'язку з зауваженими в ньому праворадикальними ідеями, в результаті чого навіть із мережі магазинів FNEC намагалися вилучити партію дисків із записом цього альбому, однак через плутанину був вилучений Ugra-Karma.

### 1995—2000
Квітень 1995 року знаменувався новим турне з групами Absu і Sadistik Exekution. У серпні Impaled Nazarene записують у студії TicoTico новий мініальбом Hamnasnas, котрий після бійки між Кіммо Луттіненом і Танелі Ярва так записаний і не був. На зміну Кіммо Луттінена, ушедшего після бійки, приходить Рейма Келлокоскі. Далі у жовтні 1995 року триває нове турне Європою разом з Krabathor і Ministry of Terror. У лютому 1996 року Impaled Nazarene починають запис альбому Latex Cult і EP Motorpenis. Після їх запису покидає колектив Танелі Ярва, який невдовзі разом з Кіммо Луттіненом створює проєкт під назвою The Black League. Новим басистом стає Янь Лехтосаарі. В березні цього ж року записують два відеокліпи, які побачили світ лише у 1999 році. У квітні та травні виходять Latex Cult і Motorpenis відповідно, а згодом колектив їде у найбільше турне, а також виступає на відомому фестивалі No Mercy разом з Cannibal Corpse і Rotting Christ. Наприкінці року Impaled Nazarene виступають на різних концертах і фестивалях, на одному з котрих у Парижі група комуністів відключає електрику, у зв'язку з чим відбулася затримка у 50 хвилин.
У 1997 році концертують, а також у вересні судиться як відповідач з кришнаїтами через обкладинку альбому Ugra-Karma, яка з’явилася ним богохульною. У січні 1998 року уже готовий альбом Rapture, котрий виходить у світ 5 травня. У лютому проходять успішні концерти в столиці Мексики, а також, упродовж року, в рідній Фінляндії, в Ірландії, США, Канаді та Росії, багато виступаючи на различных фестивалях. Після відвідання з концертом Росії разом з Children of Bodom до Impaled Nazarene приєднується Алексі Лайхо Далі, в листопаді та грудні, наслідує черговий тур по Європі, цього разу з Ritual Carnage і Driller Killer. У січні 1999 року нарешті завершується судовий процес з приводу обкладинки Ugra-Karma — Osmose Productions випускають альбом із новою обкладинкою та словами, а також без бонус-треків. У лютому гурт знову в Мексиці з чотирма концертами та з Алексі Лайхо за гітарою. В березні Impaled Nazarene вперше виступають в Японії даючи чотири концерти, однак уже без Лайхо, який виїхав до Фінляндії. Квітень 1999 року знаменується фестивалем No Mercy III, де група виступила разом з Emperor, Limbonic Art і Morbid Angel. Кінець літа Impaled Nazarene проводять у турі по Австралії та Новій Зеландії, де у містіВуллонгонг вперше скасовують концерт групи через публікацію в місцевій газеті статті про те, що музика гурту погано впливає на дітей. У серпні та вересні уже записаний новий альбом Nihil, а також дві композиції для спліта з групою Driller Killer. Зведення альбому здійснюється у студії Finnvox наприкінці вересня, у жовтні готує обкладинка під авторством відомого у метал середі художника Жана-Паскаля Фурнье. Під кінець року у грудні в переддень нового альбому виходить спліт із Driller Killer.

### 2000—
14 лютого 2000 року виходить у світ Nihil, після чого група виружає з концертами — спершу Фінляндією з Finntroll і Throne of Chaos, потім у Нью-Джерсі на фестивалі March Metal Meltdown, відтак у Франції де правоохоронні служби забороняють групі під час концертів виголошувати слово «сатана», а також продавати атрибутику з символікою групи. У травні виступу триває уже у Греції, відтак у червні на Valhalla Metal Fest, а у липні у Фінляндії на Tuska Open Air. Після цих виступів гурт покидає басист Янь Лехтосаарі по причині зайнятості своєю студією. У серпні цього ж роки Луттинен у студії Astia готує композиції для майбутнього збірника групи Decade of Decadance на 10-летие групи. Восени походять сильні зміни у складі групи — Теему «Somnium» Райморанта (Finntroll), займає місце басиста, але з огляду на те що Алексі Лайхо покинув гурт, перекваліфікується на гітариста, басистом же стає Мікаэль Арнкіль. У листопаді виходить довгоочікуваний збірник, у грудні прослідкував великий концерт у Гельсінкі.
Початок 2001 року група відкриває репетиціями у новім складі, у березні підписують новий договор з Osmose Productions на два альбоми. У квітні група виступає в Чехії, в травні у рідному Оулу. Кінець місяця видався скрутним для групи у зв'язку з утратою репетиційної бази. У червні у Турку Impaled Nazarene вперше за шість років виступають у корпспейнті. Невдовзі група знаходить нове місце для репетицій. Наприкінці липня група відправляється у студію Astia для запису нового альбому Absence of War Does Not Mean Peace #і закінчує його у серпні, після чого у студії Finnvox зводить весь музичний матеріал. Альбом з’явився на прилавках магазинів Фінляндії 1 жовтня, в інших країнах 5 листопада. Для альбому на композицію Hardboiled And Still Hellbound був знятий відеокліп, в якому взяла участь фінська порноакторка Ракель Лієккі. 6 грудня Impaled Nazarene виступають у відомому фінському клубі Tavastia на честь незалежності Фінляндії.
У січні 2002 року концерти Фінляндією тривають, на котрих гурт підтримують Finntroll та Ajattara. Після Фінляндії гурт вирушив у тур Італією, після якого вперше виступає в Москві. Через чутки про скоєння сатанинських ритуалів на сцені виступ у Москві проходив під наглядом озброєних міліціонерів. Влітку виступи гурту тривають у Лейпцигу на Full Force Open Air де колектив завершив свій виступ лише о пів на п'яту ранку. В серпні група нарешті вперше виступила у Норвегії у Бергені на фестивалі A Hole in the Sky. У жовтні група знову використовує корпспейнт для того, щоб виступити на невеликій метал-вечірці разом з Warmath і Xysma на честь виходу книги Rauta-aika, що розповідає про фінську метал-сцену. Після цього Impaled Nazarene вперше відвідують Естонію, а відтак знову їдуть в європейське турне. Під час турне група дізнається, що знову втратила свою репетиційну базу, у результаті чого руйнуються плани з приводу запису Fuck Off And Die.
У 2003 році учасники знаходять нове місце для репетицій. У березні від нещасного випадку, що супроводжувався зловживанням алкоголю, помирає Теему Райморанта. 25 березня у Гельсінкі відбувся концерт, присвячений пам'яті Теему. Після цього до складу приєднуються Томі Уллгрен і Туомо Лоухіо, а у липні гурт записує в студії Astia альбом All That You Fear. 
У 2010 році видано альбом «Road To The Octagon». Віртуозний скрім\гроул Міккі у поєднанні з неймовірними рифами й ударними сподобався мільйонам фанатів. Незмінним залишилася і перехідна традиція присвячувати пісні деякому «Goat». Також гурт покидає один із засновників — гітарист Анттіла. Своє рішення він прокоментував  наступним чином: «20 років служінню сатані — це багато».

## Сутички з громадськістю
Група Impaled Nazarene не один раз своїми поглядами, музикою, лірикою й іншими складовими своєї творчості йшла у розріз із громадськістю, а також з правоохоронними органами. Так, третій альбом гурту Suomi Finland Perkele викликав значний резонанс у громаді в зв'язку з зауваженими у ньому праворадикальними ідеями (варто зазначити, початковою назвою альбому була Hail to Finland). Партії альбому намагалися вилучити з мережі магазинів FNEC, однак через плутанину був вилучений дебютний альбом Ugra-Karma.
Невеликий інцидент стався з колективом під час виступу в Парижі наприкінці 1996 року, коли група ідеологічно налаштованих комуністів відключила електрику і створила затримку у 50 хвилин. У вересні 1997 року Impaled Nazarene опиняються у суді відповідачами, причина — позовна заява кришнаїтів  щодо образи їхніх релігійних почуттів з обкладинки альбому Ugra-Karma. Судовий процес завершився в січні 1999 року, за рішенням суду альбом був перевиданий лейблом Osmose Productions з новою обкладинкою і новими словами, а також без бонус-треків.
Наприкінці літа 1999 року скасовується концерт групи у місті Вуллонгонг (Австралія) через скасування його місцевою владою. Все почалося після публікації статті про групу в місцевій газеті, у котрій було сказано, що музика гурту дуже негативно впливає на дітей. При цьому журналістка, котра написала статтю, дзвонила учасникам гурту і запитувала навіщо вони змушують дітей пити мочу? У 2000 році відбулося чергова сутичка у Франції, під час концерту у місті Монтаубан колективові було заборонене виголошувати слово «сатана» і продавати атрибутику.
Не обійшли гурт і заборони їхніх відеокліпів — на фінському телебаченні вважали кліп на композицію Cogito Ergo Sum, котрий містив екстремальні образи (головна тема фільму — snuff-фільми) й буквально одразу ж після його виходу заборонили трансляцію. В результаті, кліп було заборонено. У 2002 році виступ в Москві групі довелося проводити під наглядом озброєних міліціонерів через чутки про те, що учасники групи проводять на сцені сатанинські ритуали.

## Склад

### Учасники
- Міка Луттінен — вокал (1990-)
- Мікаель «Арккі» Арнкіль — бас (2000-)
- Рейма Келлокоскі — ударні (1995-)
- Томі «УГ» Уллгрен — гітара (2007-)

### Колишні учасники
Гітара
- Ярно Анттіла (1992—2010)
- Ари Холаппа (1990—1992)
- Міка Пяаккьо (1990—1992)
- Wildchild (Алексі Лайхо) (1998—2000)
- Тєему «Сомніум» Райморанта (2000-03)
- Туомо «Туомио» Лоухио (2003—2007)

Бас
- Антті Піхкала (1990—1991)
- Харрі Халонен (1991—1992)
- Танели Ярва (1992—1996)
- Янь Лехтосаарі (1996—2000)

Ударні
- Кіммо «Sir» Луттінен (1990—1995)

## Дискографія
- 1991 — Shemhamforash (демо)
- 1991 — Taog Eht Fo Htao Eht (демо)
- 1992 — Goat Perversion (EP)
- 1992 — Tol Cormpt Norz Norz Norz
- 1993 — Sadogoat (Сингл)
- 1993 — Satanic Masowhore (Сингл)
- 1993 — Ugra-Karma
- 1994 — Suomi Finland Perkele
- 1996 — 1999: Karmakeddon Warriors (VHS)
- 1996 — Motorpenis (Сингл)
- 1996 — Latex Cult
- 1998 — Rapture
- 2000 — Nihil
- 2000 — Impaled Nazarene/Driller Killer (спліт)
- 2000 — Decade of Decadence (збірник)
- 2001 — Absence of War Does Not Mean Peace
- 2003 — All That You Fear
- 2005 — Death Comes in 26 Carefully Selected Pieces (концертний альбом)
- 2006 — Pro Patria Finlandia
- 2008 — Manifest
- 2010 — Road To The Octagoan
- 2014 — Vigorous And Liberating Death

## Відеокліпи
- Karmageddon Warriors
- Penis Et Circes (альбом Rapture)
- Cogito Ergo Sum
- Hardboiled And Still Hellbound
- Armageddon Death Squad
- Enlightenment Process